# دون باركلي (لاعب كرة قدم)
دون باركلي (بالإنجليزية: Don Barclay)‏ (و. 1989  م) هو لاعب كرة قدم أمريكية، من الولايات المتحدة، ولد في نيوبورت نيوز، يلعب كحارس ‏.

## التعليم
تعلم في Seneca Valley School District ‏.